# Rhodotorula philyla
Rhodotorula philyla är en svampart som först beskrevs av Van der Walt, D.B. Scott & Klift, och fick sitt nu gällande namn av Rodr. Mir. & Weijman 1988. Rhodotorula philyla ingår i släktet Rhodotorula, ordningen Sporidiobolales, klassen Microbotryomycetes, divisionen basidiesvampar och riket svampar.   Inga underarter finns listade i Catalogue of Life.